# Prix Guldbagge du meilleur film
Le Prix Guldbagge du meilleur film (suédois : Guldbaggen för bästa film) est une récompense de cinéma suédoise récompensant le meilleur film lors des Prix Guldbagge.

## Palmarès
- En 1964 : Le Silence d'Ingmar Bergman
- En 1965 : Bröllopsbesvär d'Åke Falck (en)
- En 1966 : Heja Roland! de Bo Widerberg
- En 1967 : Persona d'Ingmar Bergman
- En 1968 : Hugo et Joséphine (Hugo och Josefin) de Kjell Grede
- En 1969 : Den vita sporten de Grupp 13
- En 1970 : ex æquo Une histoire d'amour suédoise de Roy Andersson et Agressions de Lars Lennart Forsberg
- En 1971 : Les Émigrants de Jan Troell
- En 1972 : Äppelkriget de Tage Danielsson
- En 1973 : Cris et Chuchotements d'Ingmar Bergman
- En 1974 : En handfull kärlek de Vilgot Sjöman
- En 1975 : Det sista äventyret de Jan Halldoff
- En 1976 : Släpp fångarne loss, det är vår! de Tage Danielsson
- En 1977 : Un flic sur le toit de Bo Widerberg
- En 1978 : Les Folles Aventures de Picasso de Tage Danielsson
- En 1979 : Ett anständigt liv de Stefan Jarl
- En 1980 : Mannen som blev miljonär de Mats Arehn
- En 1981 : Barnens ö de Kay Pollak
- En 1982 : L'Assassin candide de Hans Alfredson
- En 1983 : Fanny et Alexandre d'Ingmar Bergman
- En 1984 : Smärtgränsen d'Agneta Elers-Jarleman
- En 1985 : Ma vie de chien de Lasse Hallström
- En 1986 : Le Sacrifice d'Andreï Tarkovski
- En 1987 : Pelle le Conquérant de Bille August
- En 1988 : ex æquo Ved vejen de Max von Sydow et Tillbaka till Ararat de Jim Downing, Göran Gunér, Per-Åke Holmquist et Suzanne Khardalian
- En 1989 : Miraklet i Valby d'Åke Sandgren
- En 1990 : Wallenberg  de Kjell Grede
- En 1991 : Il capitano de Jan Troell
- En 1992 : Bel été pour Fanny de Colin Nutley
- En 1993 : Kådisbellan d'Åke Sandgren
- En 1994 : En pizza i Jordbrode Rainer Hartleb
- En 1995 : La Beauté des choses (Lust och fägring stor) de Bo Widerberg
- En 1996 : Hamsun de Jan Troell
- En 1997 : Tic Tac de Daniel Alfredson
- En 1998 : Fucking Åmål de Lukas Moodysson
- En 2099 : Les Aventures de Tsatsiki d'Ella Lemhagen
- En 2000 : Chansons du deuxième étage de Roy Andersson
- En 2001 : Blanche comme la neige (Så vit som en snö) de Jan Troell
- En 2002 : Lilya 4-ever de Lukas Moodysson
- En 2003 : Ondskan de Mikael Håfström
- En 2004 : Masjävlar de Maria Blom
- En 2005 : Ninas resa de Lena Einhorn
- En 2006 : Förortsungar de Catti Edfeldt et Ylva Gustavsson
- En 2007 : Nous, les vivants de Roy Andersson
- En 2008 : Instants éternels (Maria Larssons eviga ögonblick) de Jan Troell
- En 2009 : Millénium de Niels Arden Oplev
- En 2010 : Sebbe de Babak Najafi
- En 2011 : Voltiges (Apflickorna) de Lisa Aschan
- En 2012 : Eat Sleep Die de Gabriela Pichler
- En 2013 : Återträffen d'Anna Odell
- En 2014 : Snow Therapy de Ruben Östlund
- En 2015 : Le Lendemain (Efterskalv) de Magnus von Horn
- En 2016 : Jätten de Johannes Nyholm
- En 2017 : Le Caire confidentiel (The Nile Hilton Incident) de Tarik Saleh
- En 2018 : Border (Gräns) de Ali Abbasi
- En 2019 : Et puis nous danserons (And Then We Danced) de Levan Akin
- En 2020 : Spring Uje spring de Henrik Schyffert